# سیارک ۹۷۸۵
سیارک ۹۷۸۵ (به انگلیسی: 9785 Senjikan، نامگذاری:1994YX1) نه هزار و هفتصد و هشتاد و پنجمین سیارک کشف شده‌است که در ۳۱ دسامبر ۱۹۹۴ کشف شد.
قدر مطلق سیارک برابر ۲۸.۲ است.